# Lasermarkierer

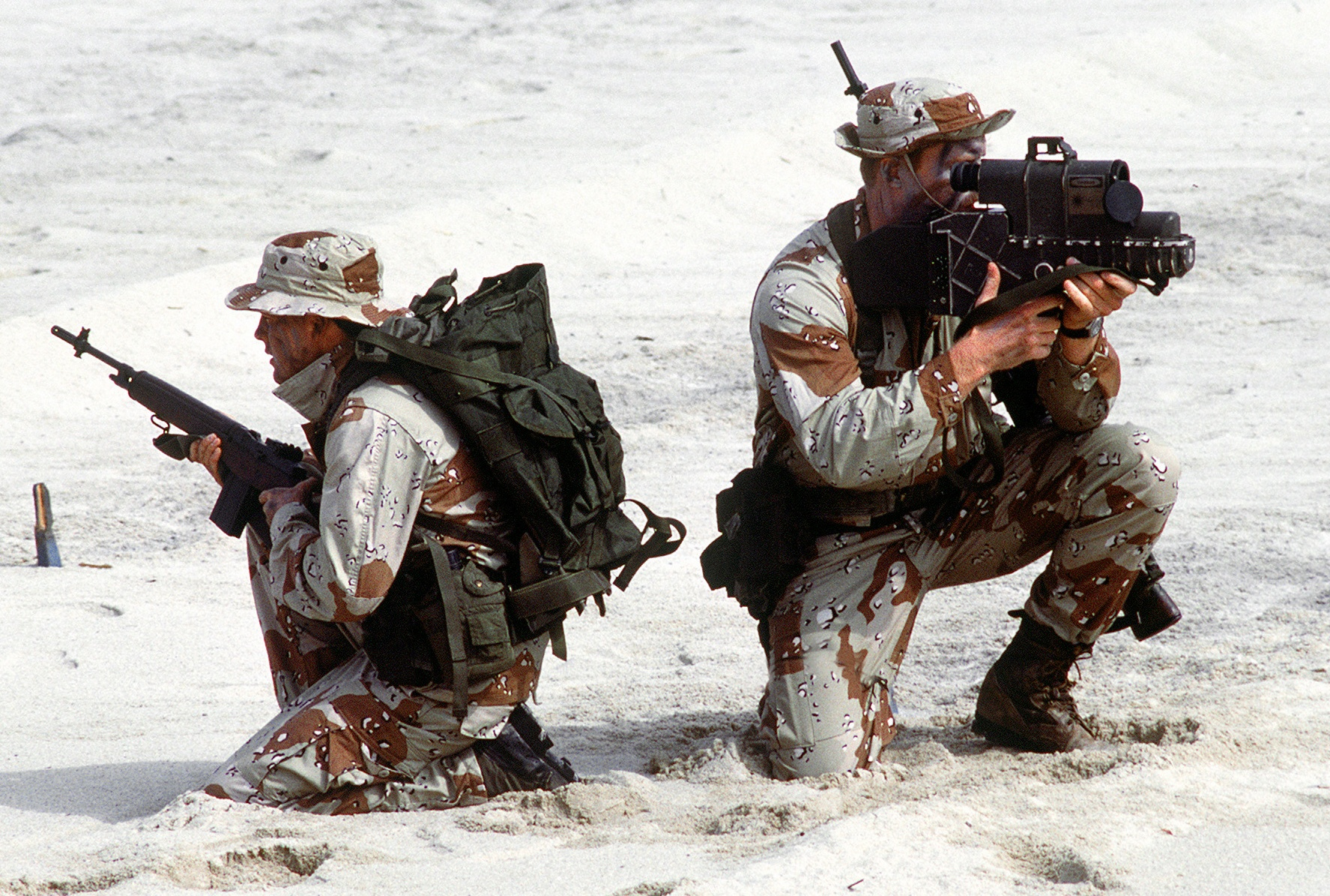
Navy SEALs (1988), mit einem Lasermarkierer Typ AN/PAQ-1

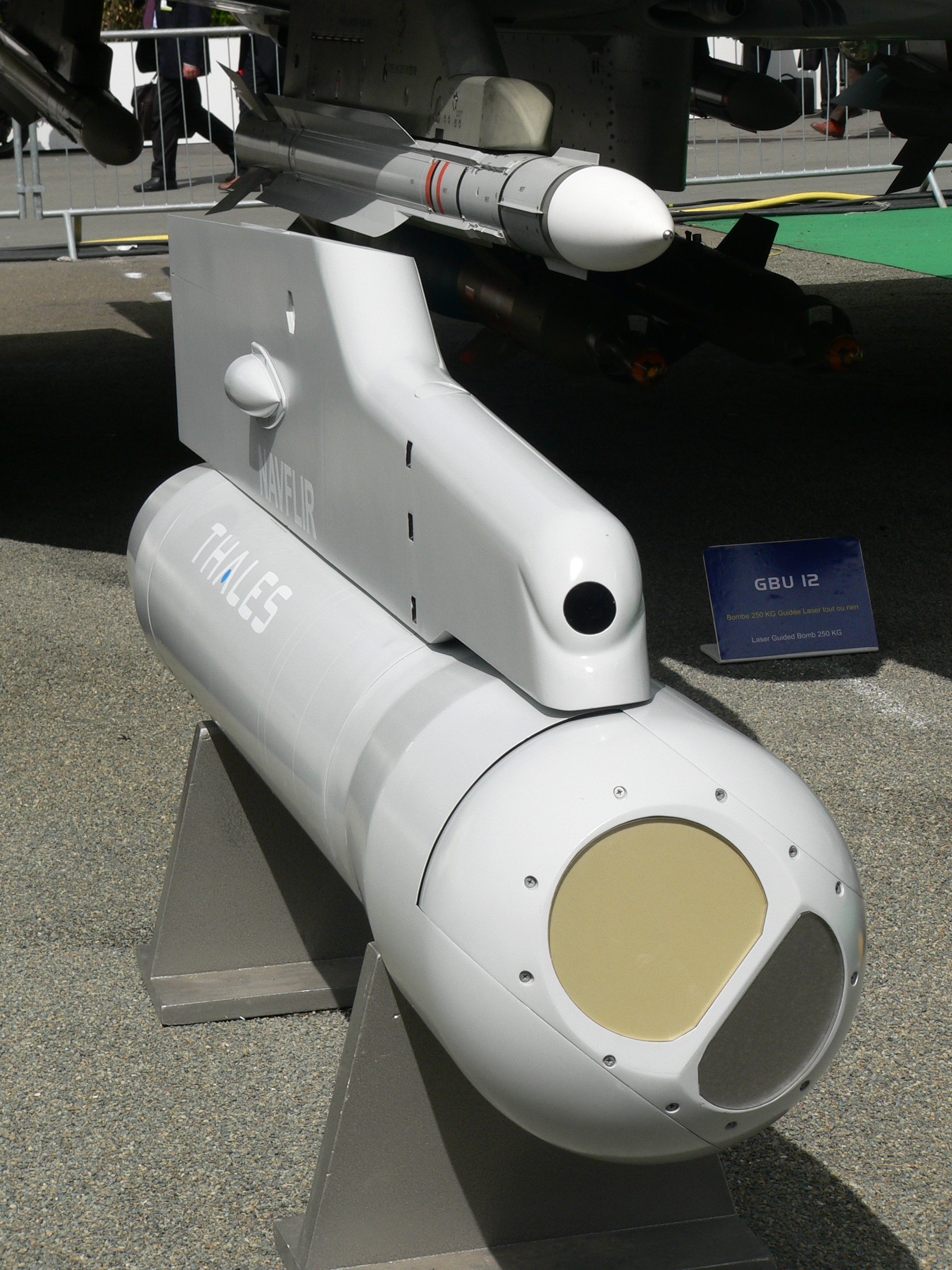
Zielbeleuchtungsbehälter DAMOCLES der Fa. Thales

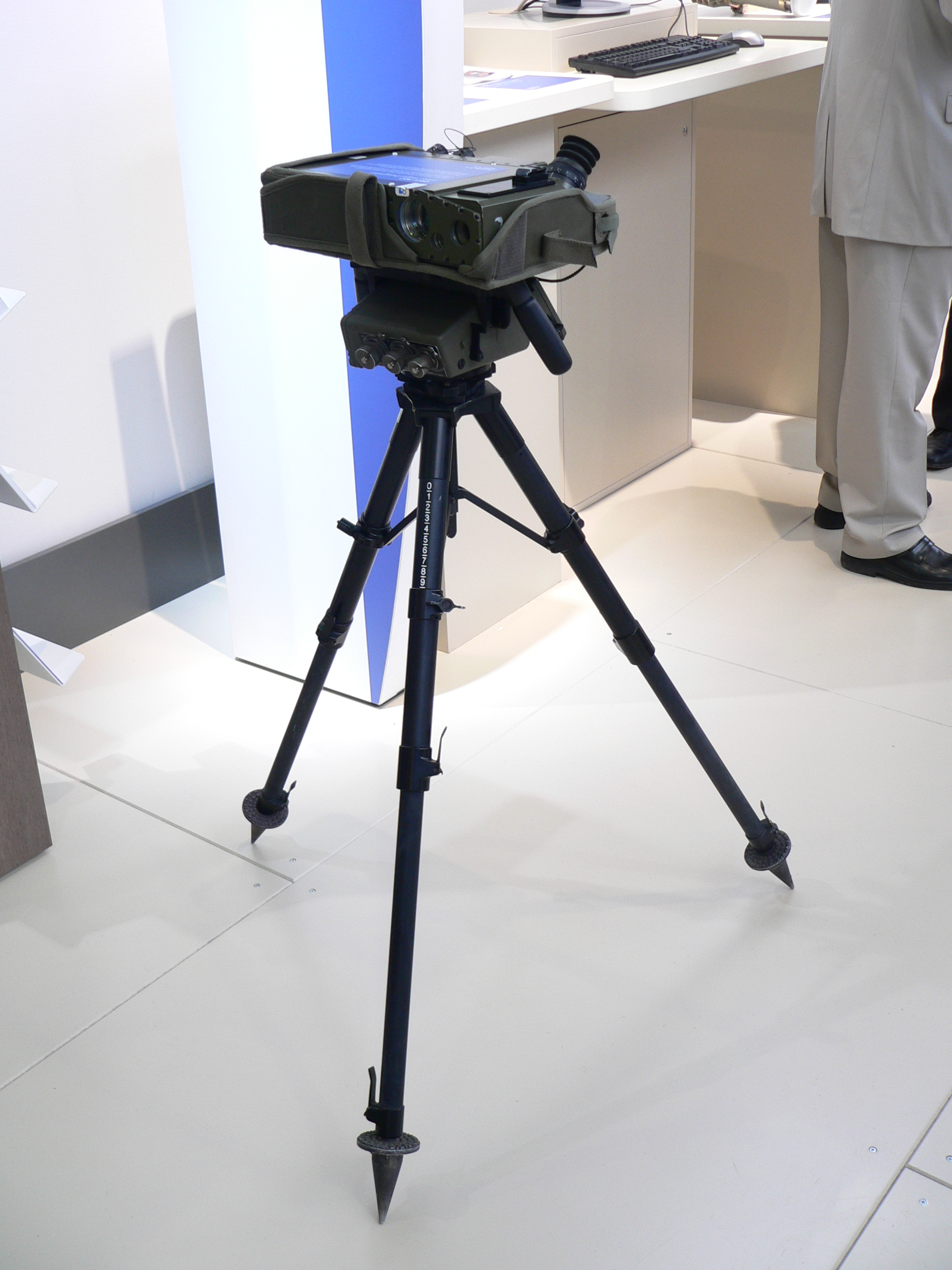
Tragbarer Lasermarker, Typ CILAS DHY 307.

Ein Lasermarkierer (englisch laser designator) ist ein Gerät zur Beleuchtung militärischer Ziele. Er dient lasergesteuerten Waffensystemen zur Zielerfassung.

## Funktionsweise
Der meist unsichtbare Laserstrahl wird von dem Gerät auf ein potenzielles Ziel geworfen. Dabei sind seine Frequenz und Modulation codiert. Von der Oberfläche des Ziels wird der Strahl reflektiert und gestreut. Dadurch kann er von einem Waffensystem erfasst werden und dieses so ins Ziel führen.
Es gibt zahlreiche Waffensysteme, die sich auf diese Technologie stützen, wie z. B. Paveway-Bomben, Luft-Boden-Raketen der Typen AGM-114 Hellfire oder AGM-65 Maverick oder die Artillerie-Munition M712 Copperhead.

## Bauweisen
Lasermarkierer können auf Fahrzeugen bzw. Luftfahrzeugen (bemannt oder unbemannt) montiert werden. Es gibt auch tragbare Varianten.

### Luftgestützt
Der ursprünglich für die israelische Luftwaffe entwickelte Zielbeleuchtungsbehälter LITENING wird inzwischen weltweit an Kampfflugzeugen verwendet, z. B. an F-16, F-15E, A-10C oder am Eurofighter. Die französische Luftwaffe benutzt den Zielmarkierungsbehälter Damocles der Firma Thales in der 3. Generation.

### Bodengestützt
Häufig von Forward Air Controllern werden tragbare Lasermarkierer eingesetzt, um Ziele für Luftnahunterstützung zu markieren, wie z. B. der AN/PED-1 Lightweight Laser Designator Rangefinder (LLDR) von Northrop Grumman, welcher von einem Stativ aus benutzt wird, der SOFLAM (Special Operations Forces Laser Marker), ebenfalls von Northrop, der ähnlich wie ein Fernglas gehalten werden kann, oder der DHY 307 des französischen Laser-Herstellers Cilas.